# ابن جحاف
ْ
أبو أحمد جعفر بن عبد الله بن جحاف المعافري (بالإسبانية: Yafar ben Abd Allah Ben Yahhaf)‏ قاضي الجماعة في بلنسية ثم آخر حكام طائفة بلنسية قبل أن تقع في يد القائد السيد الكمبيادور.

## تاريخه
بعد سقوط طائفة طليطلة عام 478 هـ، استطاع القادر بن ذي النون أن يستعيد حكم طائفة بلنسية التي كان نائبه أبي بكر بن عبد العزيز قد استقل بها في بداية فترة حكم القادر لطليطلة عام 468 هـ. نجح القادر في دخول المدينة بدعم من قوات ألفونسو السادس ملك قشتالة في شوال 478 هـ، بعد أن حاصر المدينة، ولم يرى أهلها بُدًا من التسليم وعزل حاكمها أبو عمرو عثمان بن أبي بكر بن عبد العزيز.
وفي عام 481 هـ، حاصر المنذر بن هود صاحب لاردة وطرطوشة مدينة بلنسية، فاستنجد القادر بألفونسو السادس وبالمستعين بن هود صاحب سرقسطة، فخفّ المستعين بصحبة حليفه السيد الكمبيادور بقواتهما، فانسحب المنذر قبل أن يصطدم بالقوات القادمة. لم يكن تحرك المستعين وحليفه لنجدة القادر، وإنما كان بهدف الاستيلاء على المدينة. استطاع القادر بعدئذ أن يستميل الكمبيادور بالمال لإفشال تحالفه مع المستعين، إلا أن نتيجة ذلك أن نزل الكمبيادور بقواته في أحد ضواحي المدينة لحماية المدينة نظير جزية سنوية يؤديها القادر للكمبيادور. أساء جنود الكمبيادور معاملة أهل بلنسية، فساد الاضطراب بلنسية، واتفق قاضي المدينة أبي أحمد جعفر بن جحاف وبعض أعيان المدينة على مراسلة المرابطين لطرد القادر والكمبيادور من المدينة. ولما اقترب المرابطون من المدينة، ثار أهلها وقتلوا القادر، وطيف برأسه في المدينة في 23 رمضان 485 هـ. وفي اليوم التالي، اختارت الجماعة ابن جحاف حاكمًا للمدينة.
استشاط الكمبيادور غضبًا، وضرب حصارًا على المدينة، وأرسل إلى ابن جحاف يدعوه لطرد المرابطين، ووعده بأن يكون حليفه، وأن يبقيه حاكمًا على بلنسية. فرأى ابن جحاف والبلنسيون أن يغادر المرابطون المدينة، وأن يعوضوا الكمبيادور عما خسره أثناء ثورتهم على القادر، إضافة إلى أداء جزية قدرها ألف دينار كل أسبوع، وتظل قواته في ضاحية الكُدية ببلنسية. فغادر المرابطون، ثم نقض الكمبيادور عهده، وعاد جنوده للاعتداء على البلنسيين، وطلب الكمبيادور من ابن جحاف تسليمه كل موارد المدينة ومعها ابنه رهينة، فرفض ابن جحاف، وأغلق المدينة وراسل ابن عائشة قائد المرابطين يستنجد به، وقرر المقاومة. ضرب الكمبيادور حصارًا محكمًا على المدينة لمدة 20 شهرًا، حتى فتك الجوع بأهل بلنسية وأكلوا الجيف، تضاعفت الأسعار بجنون حتى عجز الأغنياء مثلهم كالفقراء عن تدبير قوتهم، حتى أمر ابن جحاف باقتحام الدور بحثًا عن الطعام. ولما يأس البلنسيون من المقاومة، أجبروا ابن جحاف على التفاوض على تسليم المدينة وعقد الصلح. فاضطر ابن جحاف لإرسال وفد للتفاوض على أن يبقى ابن جحاف حاكمًا وقاضيًا للمدينة، ويؤمّن أهل المدينة، ويتولى مندوب الكمبيادور الإشراف على جباية الضرائب، ويتولى جيش الكمبيادور الدفاع عن المدينة. تم الصلح في 28 جمادى الأولى 487 هـ،
وفي جمادى الأولى 488 هـ، تذرع الكمبيادور بإخفاء ابن جحاف لجانب من أموال القادر، فقبض عليه وعلى أفراد أسرته وعذبهم، بعد أن تركه في القضاء نحو العام، ثم أمر بإعدام ابن جحاف حرقًا.